# Centrolene lema
A Centrolene lema  a kétéltűek (Amphibia) osztályába, a békák (Anura) rendjébe, ezen belül az üvegbékafélék (Centrolenidae) családjának Centrolene nembe tartozó faj. Eddig egyetlen példányát figyelték meg.

## Előfordulása
A faj elterjedési területe Venezuelában van, és lehetséges, hogy Guyanában is honos. Természetes élőhelye a szubtrópusi és trópusi nedves hegyi erdők  és folyóvizek.